# نورعلی تابنده
نورعلی تابنده (۲۱ مهر ۱۳۰۶ – ۳ دی ۱۳۹۸) ملقب به مجذوب‌علیشاه، قطب یا رهبر سلسله نعمت‌اللهی سلطان‌علیشاهی دراویش گنابادی بود. تابنده پس از انقلاب ۱۳۵۷ ایران در کابینه دولت موقت مدتی معاون وزارت فرهنگ و ارشاد اسلامی، مدیر سازمان حج و زیارت و معاون وزارت دادگستری بود.
او در سال ۱۳۶۹ به دلیل امضای نامه مشهور ۹۰ امضایی بازداشت شد و ۸ ماه در زندان و تحت بازجویی بود. همسر او در همین دوران درگذشت. تابنده بار دیگر در زمان قطبیت خود، سال ۱۳۸۶ در خراسان رضوی حوالی شهر گناباد بازداشت شد.
تابنده پس از اعتراضات گلستان هفتم از اول اسفند ۱۳۹۶ حصر خانگی شد و بعد از دو سال در آبان ۱۳۹۸ بنابر ادعای رسانه‌های حکومتی به‌علت بیماری و ضعف جسمانی در بیمارستان مهر تهران بستری شد و نهایتاً در سوم دی ۱۳۹۸ درگذشت. پیکر تابنده بنا بر وصیتش در مزار سلطانی بیدخت به خاک سپرده شد.

## تولد و تحصیلات اولیه
نورعلی تابنده در ۲۱ مهر ماه ۱۳۰۶ در شهر بیدخت در بخش مرکزی شهرستان گناباد استان خراسان رضوی زاده شد. جدش ملا سلطان‌محمد گنابادی (سلطان علیشاه) (۱۲۵۱–۱۳۲۷ قمری) قطب وقت سلسله نعمت‌اللهی سلطان علیشاهی گنابادی بود و به سبب گسترش بسیار زیاد سلسله نعمت الهی در آن زمان (در زمان قطبیت ملا سلطان محمد) این سلسله بعد از او به نام «نعمت‌اللهی سلطان علیشاهی گنابادی» مشهور شد.
تعلیم و تربیت اولیه او تحت سرپرستی پدرش «محمد حسن تابنده بیدختی» ملقب به صالح علیشاه بود. او در موطن خویش، گناباد، مقدمات علوم اسلامی را فرا گرفت و همچنین هیئت قدیم و نجوم را نزد پدر آموخت. سپس برای ادامه تحصیلات به تهران آمد و در سال ۱۳۲۴ شمسی از دبیرستان علمیه تهران با رتبه اول دانشنامه دیپلم ادبی دریافت کرد و سال بعد از همان دبیرستان دیپلم طبیعی نیز گرفت. آنگاه در دانشکده حقوق دانشگاه تهران تحصیلات دانشگاهی را ادامه داده و در سال ۱۳۲۷ در رشته حقوق قضایی به دریافت درجه لیسانس موفق شد و همزمان مطالعه و تحقیق را در معارف اسلامی خصوصاً فقه و اصول نزد استادان فن بالاخص برادر بزرگ خود سلطانحسین تابنده ملقب به «رضا علیشاه ثانی» آموخت و در کلاس‌های درس محمود شهابی و سید محمّد مشکوة و محمّد سنگلجی شرکت کرد.

## ادامهٔ تحصیل در اروپا
او ابتدا در وزارت امور خارجه مشغول به کار شد؛ و پس از مدت کوتاهی در سال ۱۳۲۹ به وزارت دادگستری منتقل شد و مدت‌ها عهده‌دار شغل ریاست ادارهٔ سرپرستی دادسرای تهران و به دنبال آن مستشاری دادگاه استان تهران بود. در اوایل خدمت دادگستری که در دادگستری مشهد مشغول به کار بود، برای ادامهٔ تحصیل به کشور فرانسه رفت و در آنجا در سال ۱۳۳۶ خورشیدی درجهٔ دکتری حقوق را از دانشگاه پاریس اخذ کرد. او همچنین در رشتهٔ زبان فرانسه نیز مشغول به تحصیل بود و دیپلم آن را دریافت کرد.
تابنده در روزگار اقامت در فرانسه با اسلام‌شناس مشهور هانری کربن که علاقه به عرفان و معارف شیعه داشت، در تماس بود و در کلاس‌های درس وی حاضر می‌شد. کربن که با بزرگان سلسلهٔ نعمت‌اللهی گنابادی آشنایی داشت و اظهار علاقه می‌کرد، به او توصیه و اصرار کرد که دربارهٔ این سلسله مطلبی بنویسد و به این ترتیب رساله‌ای به زبان فرانسه با موضوع «شرح مکتب و طریقهٔ ملا سلطان محمد گنابادی و یک قرن مکتب او» در انستیتوی تحقیقات عالیه زیر نظر کربن را دردست گرفت و به ثبت رسانید و یادداشت‌های تحقیق را فراهم آورد که البته به انجام نرسید.

## بازگشت به ایران
پس از بازگشت به ایران در مشاغل مختلف قضایی در وزارت دادگستری و تدریس در دانشکده‌های حقوق مشغول شد. بار دیگر در شهریور ۱۳۴۷ با بورس دولت فرانسه جهت مطالعات حقوقی قضایی عازم پاریس شد و در مؤسسه بین‌المللی مدیریت I.I.A.P. مشغول به تحصیل و تحقیق گردید و موفق به اخذ دیپلم مدیریت قضایی از آن مؤسسه شد. پس از بازنشستگی در سال ۱۳۵۵ گاه به شغل وکالت دادگستری نیز اشتغال داشت و در دوران انقلاب ۱۳۵۷، وکالت تعدادی از روحانیون و دانشجویان مورد تعقیب را رایگان پذیرفت. پس از انقلاب هم مدت کوتاهی در دولت مهدی بازرگان به سمت معاونت وزارت ارشاد و معاون وزیر دادگستری منصوب شد و به عضویت هیئت امناء و مدیریت سازمان حج و زیارت درآمد. او دوباره در مهر ۱۳۵۹ خورشیدی، به درخواست خودش بازنشسته شد.

## فعالیت‌های سیاسی و اجتماعی
دکتر تابنده پیش از انقلاب از اعضای جبهه ملی ایران و پس از کودتای ۲۸ مرداد ۱۳۳۲ عضو نهضت مقاومت ملی بود.
نورعلی تابنده وکالت چهره‌های سیاسی پیش و پس از انقلاب را به عهده داشته‌است. از جمله در دوران پهلوی وکالت سید مرتضی پسندیده، برادر روح‌الله خمینی و جلال‌الدین طاهری که بعدها امام جمعه اصفهان شد را بر عهده داشت و همچنین در حکومت جمهوری اسلامی وکالت افرادی چون عباس امیر انتظام در کارنامهٔ وکالتش دیده می‌شود. او همچنین عضو کمیته «جمعیت دفاع از آزادی و حاکمیت ملت ایران» بود و مقاله‌های انتقادی می‌نوشت.

دومین کنگره جمعیت دفاع از آزادی و حاکمیت ملت ایران در اسفند - ردیف نشسته اول از راست: نورعلی تابنده

نورعلی تابنده همچنین از اعضای هیئت امنای قلعه احمدآباد محل دفن محمد مصدق نخست‌وزیر وقت ایران بود.

### هشت ماه زندان
نورعلی تابنده سال‌ها به نیروهای ملی مذهبی و نهضت آزادی نزدیک بود و از جمله امضاءکنندگان نامه مشهور نامه ۹۰ امضایی به اکبر هاشمی رفسنجانی که به دلیل امضای همین نامه بازداشت شد و ۸ ماه در زندان بود. همسر او در همین دوره درگذشت. نورعلی تابنده مطالبی نیز در نشریه «جمعیت دفاع از آزادی و حاکمیت ملت ایران» می‌نوشت که از جمله آن‌ها مطلبی در رد نظریه ولایت فقیه بود، این مقاله از جمله موضوعاتی بود که در بازجویی‌هایش مطرح شد.

### موضع‌گیری‌های سیاسی
گروهی از ناظران فعالیت‌های سیاسی تابنده را دلیلی بر آن دانسته‌اند که جایگاه «قطب دراویش گنابادی» با تأخیر به او منتقل شود. نورعلی تابنده پس از کسب عنوان «قطب دراویش گنابادی» نیز در برخی از موضوعات سیاسی فعال بود و در مراسم بزرگداشت چهره‌های ملی-مذهبی شرکت می‌کرد.
تابنده گرچه پس از آنکه در سال ۱۳۷۵ قطب دراویش گنابادی شد، از فعالیت‌های چشمگیر سیاسی پیشین خود کناره گرفت، اما گاه مواضع آشکار سیاسی نیز اتخاذ کرد؛ همچون حمایت از مهدی کروبی در انتخابات ریاست جمهوری سال ۸۸، به دلیل به گفتهٔ خودش «شرایط استثنایی». او در این حمایت از کروبی به عنوان «فریادرس» درویشان نام برد.
او در انتخابات ریاست جمهوری سال ۸۸ از مهدی کروبی حمایت کرد چرا که در میان چهره‌های شاخص اصلاح‌طلب، کروبی تنها کسی بود که در نامه‌هایی به مقامات مسئول از جمله وزیر اطلاعات وقت و مراجع تقلید به تخریب حسینیه دراویش گنابادی و آزار آن‌ها انتقاد کرده بود.
روند تخریب حسینیه‌ها و بازداشت دراویش گنابادی از سال‌های ابتدایی ریاست جمهوری محمود احمدی‌نژاد شدت گرفته بود.

## ورود به تصوف
وی در کنار تحصیل علوم دینی و دانشگاهی و تحقیق و تألیف، در سال ۱۳۳۱ شمسی توسط پدرش وارد عرصه عرفان شد. پس از درگذشت قطب وقت سلسله، علی تابنده ملقب به محبوب‌علیشاه در ۲۷ دی ماه ۱۳۷۵ با وصیتی که در تاریخ ۲۸ مهر ماه ۱۳۷۱ (۲۲ ربیع‌الثانی ۱۴۱۳) توسط وی نوشته شده بود به مقام جانشینی او با لقب «مجذوب‌علیشاه» رسید.

## بازداشت در سال ۱۳۸۶
مأموران امنیتی جمهوری اسلامی اردیبهشت‌ماه ۱۳۸۶ نورعلی تابنده، مجذوب‌علیشاه، قطب دراویش گنابادی را در خراسان رضوی حوالی شهر گناباد بازداشت کردند.
براساس گزارش‌ها، «مهاجمین بدون حکم قضایی به منزل میزبان حمله‌ور شده و وی را به همراه حدود ۵۰ نفر از همراهانشان بازداشت نموده بودند.»
در آن زمان پاره‌ای از روزنامه‌های اصلاح طلب اوایل اردیبهشت ماه خبر داده بودند که مأموران اعزامی از مشهد به قطب دراویش گنابادی اخطار کرده‌اند که باید این شهر را ترک کند.
در همین زمینه، روزنامه اعتماد ملی خبر داد: «مأموران به نورعلی تابنده گفته‌اند که از تهران به آن‌ها دستور داده شده تا به وی ابلاغ نمایند حداکثر تا ۱۵ اردیبهشت، بیدخت را ترک نماید.»
نورعلی تابنده یک روز بعد در تهران آزاد شد اما برای ۱۲ سال تا پیش از مرگش از سفر او به خراسان جلوگیری به عمل آمد.

## احضار به دادگاه در سال ۱۳۹۰
اردیبهشت سال ۱۳۹۰ برای نورعلی تابنده، قطب دراویش گنابادی، احضاریه‌ای از سوی دادستانی صادر گردید.
تابنده به «معاونت در تهدید علیه بهداشت عمومی از طریق دفن اموات در مزار سلطانی بیدخت» متهم شده بود، شعبه دوم بازپرسی دادسرای ناحیه ۲۳ تهران به نیابت از دادسرای گناباد، نورعلی تابنده را احضار کرده بود.
نورعلی تابنده در آن زمان سرپرستی آرامگاه بیدخت را بر عهده داشت که شبکه بهداشت شهرستان گناباد در اسفند ماه ۱۳۸۷ با «فشار و اصرار نهادهای امنیتی»، دفن اموات در مزار سلطانی بیدخت را ممنوع اعلام کرده بود.

## روز درویش
روز سوم اسفند ماه به دلیل تحصن دراویش گنابادی در سوم اسفند سال ۱۳۸۷ مقابل مجلس شورای اسلامی در میدان بهارستان تهران برای اعتراض به تخریب محل اجتماعشان در اصفهان (و آرامگاه درویش ناصرعلی) و بازداشت تعدادی از آن‌ها توسط نیروهای انتظامی از سوی نورعلی تابنده به عنوان روز درویش نام‌گذاری شده‌است.

## اعتراضات بهمن و اسفند ۱۳۹۶
پس از اعلام اخباری مبنی بر احتمال دستگیری نورعلی تابنده و همچنین ایجاد ایست بازرسی در منطقه، دراویش گنابادی از تاریخ ۴ بهمن ماه ۱۳۹۶ در مقابل منزل او برای جلوگیری از تعرض به منزل تابنده توسط نیروهای امنیتی تجمع کردند. این تجمع به درگیری در همان شب میان نیروهای امنیتی و لباس شخصی با دراویش گنابادی منجر شد. در ادامه و با گذشت یک روز از این اتفاق، درگیری‌های بیشتری با افزایش دراویش در خیابان گلستان هفتم اتفاق افتاد.
این درگیری‌ها برای چند روز کم رنگ شد اما بار دیگر در ۱۵ بهمن همان سال درگیری‌ها شدت گرفت.
کسری نوری وقوع درگیری بین نیروهای امنیتی و دراویش گنابادی ۱۵ بهمن در خیابان پاسداران تهران را تأیید کرد، این حقوقدان در همین رابطه به یورونیوز گفت دراویش از حقوق بنیادی‌شان دفاع کرده‌اند. او همچنین احتمال مذاکره با (وزارت کشور) «کسانی که به قانون احترام نمی‌گذارند» را رده کرده بود.
با این حال محمدرضا نقدی، مسئول ستاد مشترک سپاه پاسداران مدعی مذاکره شد و با انتقاد از عملکرد وزارت کشور گفت این مذاکرات کار خوبی نبوده‌است.
دو روز بعد هم نورعلی تابنده در پیامی از هوادارانش خواست، آرامششان را حفظ و محل را ترک کنند و همچنین مجذوبان نور پیرو فرمان قطب دراویش گنابادی و در پی تکذیبه رسمی مقامات انتظامی مبنی بر وجود هرگونه برنامه‌ای برای بازداشت دراویش و تعهد شفاهی مقامات، از بازگشت آرامش به خیابان گلستان هفتم؛ محل منزل نورعلی تابنده خبر داد.
اما بار دیگر خیابان پاسداران با بازداشت یک درویش ساکن شهرکرد در مقابل کلانتری منطقه به صحنه درگیری تبدیل شد و منجر به محاصره دراویش گنابادی در گلستان هفتم گردید.
این درگیری با تیراندازی به دراویش و زیر گرفته‌شدن و مرگ سه تن از نیروهای انتظامی و دو بسیجی و یک درویش (محمد راجی) همراه بود. دادگاه، محمد ثلاث (از دراویش حاضر در محل) را عامل این کشتار معرفی کرده و به سرعت برای او حکم اعدام صادر گردید. بعد از آن محمد ثلاث این اتهام را رد کرد و در یک فایل صوتی از زندان اعلام کرد اعتراف وی زیر شکنجهٔ شدید بوده‌است. این خشونت‌ها همچنین منجر به بازداشت تعداد زیادی از دراویش زن (چون شکوفه یداللهی) و مرد شد و زخمی شدن ۱۸۰ نفر از آن‌ها را درپی داشت. برخی از این افراد هم به صورت خانوادگی در این حوادث دستگیر و زندانی شدند همچنین نورعلی تابنده حصر خانگی شد.

## حصر خانگی

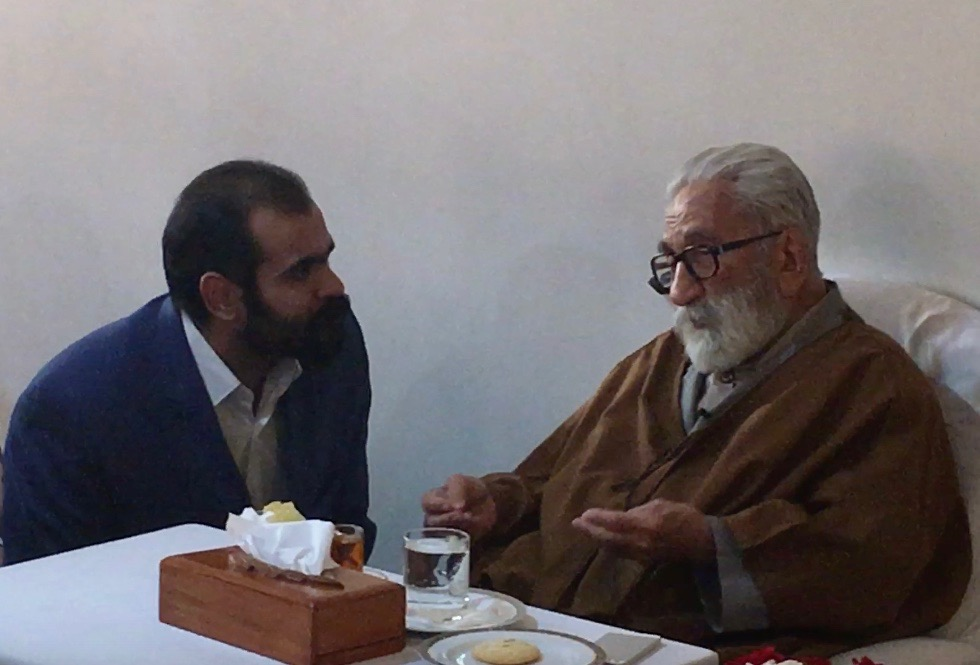
آخرین تصویر تابنده همراه با نوری، پیش از حصر در منزلش - ۲۳ بهمن ماه سال ۱۳۹۶

از یک اسفند نورعلی تابنده عملاً در نوعی حصر خانگی قرار گرفت.
نورعلی تابنده در یک پیام ویدئویی که در ۱۵ اسفند ۹۶ منتشر شد، به‌طور تلویحی از «حصر خانگی» خود خبر داد و ابراز امیدواری کرد که محدودیت‌های اعمال‌شده در مورد وی و پیروان این سلسله رفع شود.
پیش از این گفته می‌شد نورعلی تابنده از سال ۱۳۸۶ در نوعی حصر پنهان قرار داشته، کسری نوری در سال ۱۳۹۵ گفته بود تابنده همواره با فشارهای مختلفی روبرو بوده تا این که در سال ۸۶ در موطنش بیدخت بازداشت و به تهران تبعید می‌شود و از آن زمان تحت حصر پنهان حکومت بوده و از رفت و آمد و مسافرتش توسط دستگاه امنیتی ممانعت به عمل می‌آمده‌است.
به ما «حنظل» می‌دهند و بعد انتظار دارند که ما بگوییم عسل است.— نورعلی تابنده، دولتسرا - گلستان هفتم
نورعلی تابنده یک سال پیش از مرگش در ویدیوی کوتاه تلویحاً از سوء قصد به جان خود خبر داد و گفت قبلاً هم به جان رهبران پیشین دراویش سوء قصد شده بود. چند ماه پس از آن هم در یکی از صحبت‌هایش خبر از مسمومیت تدریجی خود داد و گفت: به ما «حنظل» می‌دهند و بعد انتظار دارند که ما بگوییم عسل است یا در جای دیگر گفت نمی‌دانم در داروهایم چیست که دائماً مرا خواب آلود می‌کند و برخی مواقع بیهوش می‌شوم.
او همچنین در نوروز ۱۳۹۶ در بیانات نوروزی‌اش اعلام کرده بود چندین بار احساس کرده قصد حذف او را دارند.

### سفر به بیدخت خراسان
نورعلی تابنده که از سال ۱۳۸۶ از سفر زادگاه خود، بیدخت در خراسان رضوی منع شده بود، در ۴ شهریور ۱۳۹۸، یکسال و نیم پس از اعتراضات گلستان هفتم توانست به شهر بیدخت، سفر کند اما پیروان او گفتند که به دراویش اجازه همراهی با او داده نشد.

## درگذشت و تعیین جانشین
اواخر آبان ماه ۱۳۹۸ نورعلی تابنده در پی بیماری و ضعف شدید جسمانی به بیمارستان مهر تهران منتقل شد و در بخش سی‌سی‌یو بستری شد. در روز ۲۰ آذر ماه ۱۳۹۸ خبرهایی از وخامت حال او منتشر شد و نهایتاً قطب دراویش گنابادی پس از حدود دو سال حصر خانگی روز سوم دی ماه ۱۳۹۸ در سن ۹۲ سالگی درگذشت و شایعات مربوط به مسمومیت یا کشته شدن تابنده در هیچ‌یک از خبرگزاری‌ها تأیید نشد.
مراسم خاکسپاری نورعلی تابنده روز چهارم دی ماه در بیدخت گناباد با حضور خویشاوندان، دوستداران، جمعی از مردم بیدخت و پیروان سلسله نعمت‌اللهی سلطان‌علیشاهی از سراسر ایران برگزار شد و پیکر او در آرامستان مزار سلطانی این شهر به خاک سپرده شد.

### شبهات دربارهٔ مهندسی انتخاب جانشین
در زمان حصر تابنده، محسن کدیور اندیشمند دینی و شیرین عبادی حقوق‌دان گفته بودند نورعلی تابنده در حصر قرار گرفته تا حکومت بتواند قطب آینده را مهندسی کند.
عبادی معتقد بود تابنده را مجبور کردند علیرضا جذبی و چهار نفر دیگر را به‌عنوان نماینده خودش برای اداره امور پیروانش تعیین کند و ادعا کرد «آن پنج نفر در هماهنگی کامل با مأمورین امنیتی هستند.»

### تعیین جانشین
در پی مراسم خاکسپاری و در جلسه ای که وصیت نورعلی تابنده قرائت شد، اعلام گردید که بنابر وصیت او، سید علیرضا جذبی طباطبایی ملقب به ثابت‌علیشاه به عنوان قطب جدید دراویش گنابادی تعیین می‌شود.
گفته می‌شود نوع برخورد حاکمیت جمهوری اسلامی با قطب جدید متفاوت از فشارها و محدودیت‌هایی است که برای تابنده ایجاد شده بود و برخی از دراویش با جانشین او بیعت نکردند.

## آثار
- مبتنی بودن جرم و مجازات بر قانون و مسئله لوایح قانونی در ایران. (رساله دکتری به راهنمایی استفانی ریاست مؤسسه جرم‌شناسی دانشکده حقوق پاریس، ۱۳۳۶.
- بررسی جامعه‌شناسی یک انقلاب (سال پنجم انقلاب الجزایر)، تألیف فرانتس فانون، ترجمه از زبان فرانسه، دفتر نشر فرهنگ اسلامی، چاپ اول، تهران، ۱۳۶۱.
- مجموعه مقالات فقهی و اجتماعی. تهران: حقیقت، ۱۳۷۸. شابک ‎‎۹۶۴-۷۰۴۰-۰۱-۶
- مجموعه مقالات حقوقی و اجتماعی، انتشارات حقیقت، چاپ اول، تهران، ۱۳۸۱.
- سفر حج و عید قربان. تهران: حقیقت، ۱۳۸۰. شابک ‎‎۹۶۴-۷۰۴۰-۱۶-۴
- آشنایی با عرفان و تصوف. تهران: حقیقت، ۱۳۸۰. شابک ‎۹۶۴-۷۰۴۰-۱۸-۰
- بحران دموکراسی. تألیف روژه لاکومب، ترجمه نورعلی تابنده.[۴۲] تهران: نشر باغ نو، ۱۳۸۲.
- شریعت، طریقت و عقل. تهران: حقیقت، ۱۳۸۲. شابک ‎۹۶۴−۷۰۴۰−۴۴-x
- خانواده. تهران: حقیقت، ۱۳۸۳.[۴۳]
- خانواده (۲): ازدواج. تهران: حقیقت، ۱۳۸۴. شابک ‎۹۶۴−۷۰۴۰−۷۵-x
- مجموعه رسائل گفتارهای عرفانی شماره‌های چهارم و پنجم.
- رساله حقوق تطبیقی؛ مشهد: سلسله‌الرضا (ع)، ۱۳۹۰. شابک ‎۹۷۸-۶۰۰-۹۲۶-۶-۵

## برای مطالعهٔ بیشتر
- احسان مهرابی. «نورعلی تابنده؛ از وکیل و سیاستمدار تا درویش». بی‌بی‌سی.
- کسری نوری. «دراویش گنابادی و حقوق بنیادی شان». یورونیوز.
- آیدا قجر. «دراویش گنابادی چه می‌گویند و چه می‌خواهند؟». ایران‌وایر.
- کبری آسوپار. «رندی تابنده در عین سادگی ظاهری». وطن امروز.